# Marions Maman
Pour plus de détails, voir Fiche technique et Distribution.
Marions Maman (titre original : All of a Sudden Peggy) est un film américain réalisé par Walter Edwards et sorti en 1920.

## Synopsis
Peggy O'Hara séjourne avec sa mère veuve au manoir de Lord Anthony Crackenthorpe, un scientifique absorbé par l'étude des araignées. Mme O'Hara assiste Lord Anthony. Craignant qu'Anthony ne tombe amoureux de Peggy, la snob Lady Crackenthorpe persuade Jimmy Keppel de courtiser la jeune femme, ignorant qu'Anthony est déjà amoureux de Mme O'Mara.

## Fiche technique
- Titre original : All of a Sudden Peggy
- Réalisation : Walter Edwards
- Scénario : Edith Kennedy d'après All of a Sudden Peggy d'Ernest Denny
- Producteur : Adolph Zukor
- Photographie : William Marshall
- Genre : Comédie[1]
- Distributeur : Paramount Pictures
- Durée : 50 minutes (5 bobines)[2]
- Date de sortie : 1er février 1920

## Distribution
- Marguerite Clark : Peggy O'Hara

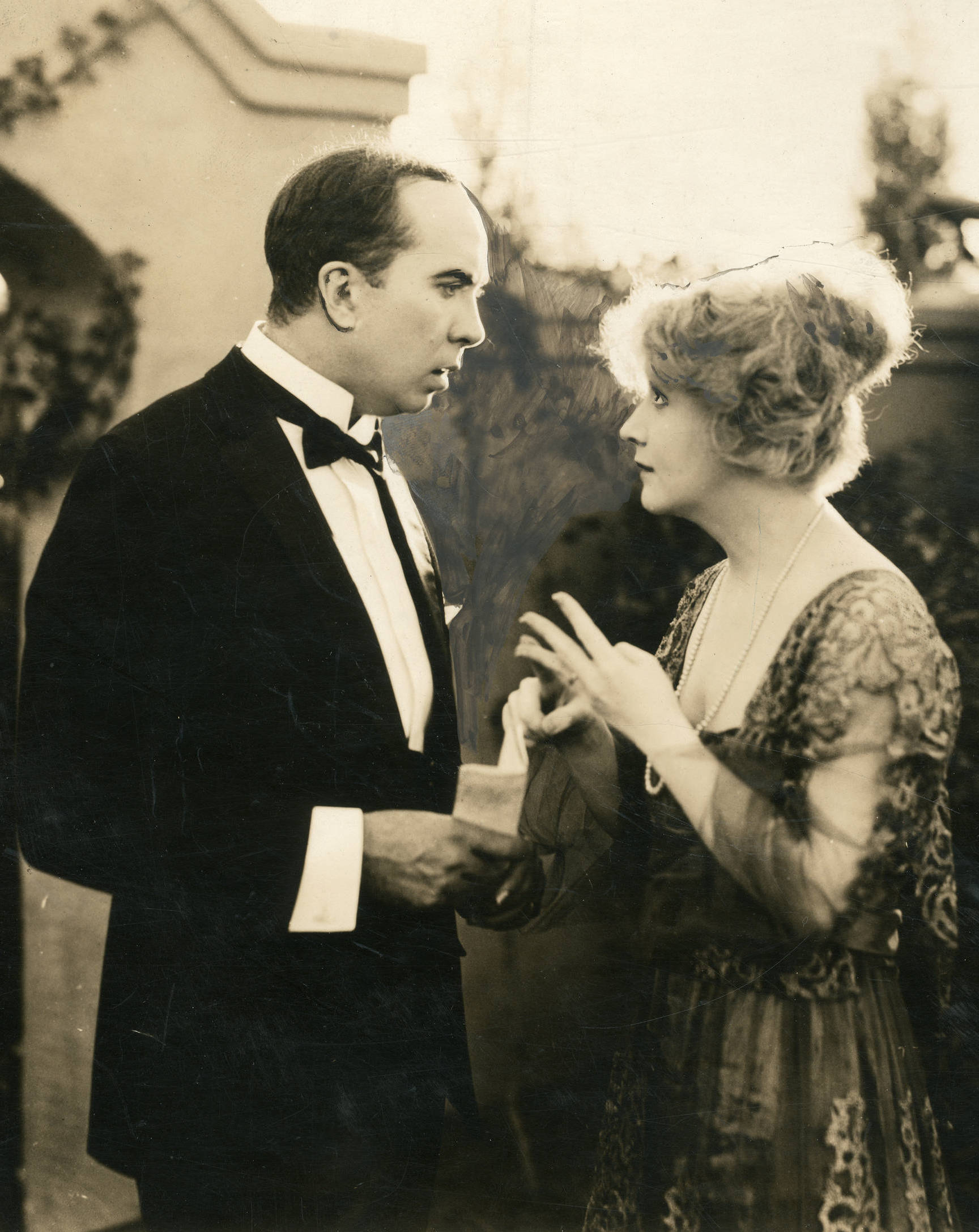
Un scène du film avec Marguerite Clark.

- Jack Mulhall : Honorable Jimmy Keppel
- Lillian Leighton : Mrs. O'Hara
- Maggie Fisher : Lady Crackenthorpe
- Orral Humphrey : Anthony, Lord Crackenthorpe
- Sylvia Jocelyn : Millicent Keppel
- A. Edward Sutherland : Jack Menzies
- Tom Ricketts : Major Archie Phipps
- Virginia Foltz : Mrs. Colquhoun